# Ecologische voetafdruk (brugschildering)
Ecologische voetafdruk is een muurschildering (streetpainting) in Amsterdam-Noord.
Het bijzondere aan deze muurschildering is dat ze horizontaal is gezet en wel op het brugdek van de Elsje Christiaensbrug over het Buiksloterkanaal. De omgeving daarvan werd begin 21e eeuw herontwikkeld van de terreinen van Koninklijke Shell tot een woonbuurt met alles erop en eraan. De brug was tot 2003 een privébrug van Shell, maar werd toen net als het terrein overgenomen door de Gemeente Amsterdam. In de herontwikkeling was ook plaats voor nieuwbouw van het Hyperion Lyceum, leerlingen keken na oplevering net als buurtbewoners op deze industriële brug.
Daarop kwam het idee het brugdek te voorzien van een schildering. Leerlingen van de school mochten een ontwerp maken, uit de ontwerpen werd Ecologisch voetafdruk van leerlingen Tiago, Sophie en Amber met 378 uit 690 stemmen verkozen. Thema daarin was de hier (nog) karig aanwezige natuur en het element verbinding waarvoor een brug nu eenmaal zorgt. Voor kinderen is het ook een speelobject; er staan voetpaden in de vorm van voetstappen aangegeven, hoe je de brug (niet) kan oversteken. De binding met Amsterdam moet gezocht worden in de afgebeelde uitheemse planten en de voetafdrukken van de vele Amsterdammers. De muurschildering werd aangebracht met ecologische verf.